# Henricus Geurtjens
Henricus ('Henri') Geurtjens (Deurne, 5 juni 1875 – Tilburg, 22 december 1957) was een pionierende Missionaris van het Heilig Hart die in het begin van de twintigste eeuw werkte in de nog weinig bekende, verre uithoeken van Nederlands-Indië en Nederlands-Nieuw-Guinea.
Geurtjens studeerde vanaf zijn vijftiende jaar voor missionaris in de missiehuizen van zijn congregatie in Tilburg, Chezal-Benoît en Antwerpen. In 1900 werd hij tot priester gewijd.
Na enkele jaren docent te zijn geweest in het missiehuis Tilburg, vertrok hij in 1903 als missionaris naar de Kei-eilanden in de Molukken, Nederlands-Indië. Op deze eilanden en ook op het nabijgelegen Tanimbar-eilanden werkte hij tot 1920, waarna hij werd overgeplaatst naar de zuidkust van Nieuw-Guinea. Hier verbleef hij tot 1932 en was er vijf jaar lang confrater van onder meer Petrus Vertenten. Geurtjens had met Vertenten gemeen dat hij een grote interesse had in de talen en culturen van de samenlevingen waar hij zijn arbeid verrichtte. Beide paters lieten een omvangrijk volkenkundig oeuvre na.
In 1932 keerde hij na bijna dertig jaar in het missieveld te zijn geweest terug naar Nederland. In 1936 werd hij de eerste directeur van het nu niet meer bestaande Nederlands Volkenkundig Missie Museum in Tilburg. Vanaf 1934 werkte hij ook voor het plaatselijke woonwagenkamp, nu gelegen aan de Pater Geurtjensweg.

## Selecte bibliografie
- 'Associatiebegrippen bij Marindineezen'. in: Mensch en Maatschappij 1928
- Onder de Kaja-Kaja's van Zuid Nieuw Guinea. Roermond-Maaseyck: J.J. Romen & Zonen, 1933. (Duitse vertaling: Unter den Kaja-Kajas von Sǖd Neuguinea. Paderborn, 1935).
- Op zoek naar oermenschen. Roermond-Maaseyck: J.J. Romen en Zonen, 1934.
- Zijn plaats onder de zon. Roermond-Maaseyck: J.J. Romen en Zonen, 1941.
- Oost is oost en west is west; psychologische en andere tegenstellingen toegelicht met voorbeelden uit eigen ervaring. Utrecht-Brussel: Het Spectrum, 1946.

## Onderscheidingen
- Ridder in de Orde van Oranje-Nassau (1925)
- Officier in de Orde van Oranje-Nassau (1950) [1]